# Саскія Аппел
Саскія Аппел (нід. Saskia Appel; нар. 14 листопада 1977, Доккум) — нідерландська письменниця, авторка фантастичних оповідань.

## Біографія
Саскія Аппел народилася 14 листопада 1977 року в Доккумі, провінція Фрисландія, та виросла у сусідньому містечку Дамвауде. Навчалася у середній школі Dr. Jacob Botkeschool у Дамвауде, пізніше — у Міській гімназії та гімназії De Delta в Леувардені. Вивчала історію в Амстердамському вільному університеті.

## Творчість
Саскія Аппел почала писати наприкінці 1990-х. У 2001 році зайняла перше місце на літературному конкурсі Anansi schrijfwedstrijd, у 2006 році — перше місце у конкурсі Suspense Story (попередника «Спуску із повідця»). У 2006—2007 роках стала лауреатом премії «Спуск із повідця» за першу половину 2007 року, у категорії «жахи/саспенс» та переможцем сезону 2006/2007.
У 2006 році її оповідання «Een politieagent vormt geen gevaar» (укр. «Поліцейський не представляє загрозу») увійшло до антології «Duistere Parels» (укр. «Темні перлини»), виданої у видавництві Джека Ленса Suspense Publishing.
У 2008 році оповідання Саскії «Bloemenspreuk» увійшло до антології «Pure Fantasy № 10», а оповідання «Nieuwsgierigheid kent geen tijd» — до антології Pure Fantasy Jaarbundel III. Того ж року у видавництві Books of Fantasy, що належить іншому письменникові Алексу де Йонгу, вийшла збірка оповідань Саскії Аппел «Verloren Onschuld» (укр. «Втрачена незайманість»).
Саскія Аппел є засновником та координатором проектів у видавництві Fantastisch Verleden, що видає книги на історичну тематику. Саскія захоплюється історію Нідерландів і, зокрема, Фрисландії, бере участь у численних заходах, присвячених історії, історичній реконструкції тощо.